# الملعب الوطني (تيمور الشرقية)
الملعب الوطني هو ملعب متعدد الاستخدام في ديلي عاصمة تيمور الشرقية. غالباً ما يستخدم لمباريات كرة القدم. ويتسع لجلوس 13,000 متفرج. في 12 مارس 2015 استضاف الملعب أول مباراة بيتية دولية لمنتخب تيمور الشرقية لكرة القدم في المرحلة الأولى من تصفيات كأس العالم 2018 ضد منغوليا وانتهى اللقاء بفوز تيمور 4–1.